# 대흥교통
대흥교통(大興交通)은 서울특별시의 시내버스 회사로, 주사무소는 서울특별시 서초구 염곡동공영차고지에 있다. 463번 노선과 4211번 노선을 운영하고 있고. 인가대수는 46대이다.

## 역사
1968년 극동운수(폐업)로부터 좌석버스 36번 (천호동 ~ 서울역)을 양수받아 설립한 동진상운이 이 회사의 모태다.
1970년 4월 서울 시내버스 노선개편 때 좌석버스 36번에서 68번으로 변경되었다. 1971년 서울승합에서 분리 독립한 성동운수 77번 (사근동 - 용산경찰서)이 1972년 동진상운에 흡수 합병되었다. 1973년 5월 어린이대공원 개장 무렵 68번에서 568번으로 변경되었다. 1974년 동진상운이 다시 서울승합에 합병되어 서울승합 마장동영업소로 재편되었다가 1975년 77번 (마장동 - 용산경찰서)과 569번 (오금동 - 청계5가, 현 3411번과는 별개 노선)이 대흥교통으로 분리 창업하였다. 1981년 한성여객으로부터 18번 노선을 인수했다. 2년 후 서울승합에 매각하였으며, 1982년 좌석버스 569번 (잠실동 - 서울특별시청)을 신설하였으며, 1984년 고덕 주공단지 준공으로 도시형버스와 좌석버스 569번 노선을 상일동 ~ 청계5가로 변경하였으며, 1985년 서울승합으로 도시형버스 569번을 매각하였으며, 신장운수에 좌석버스 569번을 매각하였다. 1985년 11월 77-1번 (현 263번과 거의 같으나 여의도 구간이 조금 다름)을 신설하였다가 1986년 중림동과 아현동으로 변경하였으며, 1989년 77번을 77-1번에 통합하고 이듬해 노선번호를 77번으로 변경하였다.
1991년 77번 차량 일부를 좌석버스으로 형간 전환하였으나 1997년에 폐지되었다. 1997년 7월 77-1번 (현 2411번, 마장동 - 신사전화국)을 신설하였다가 관세청을 경유한 후에 2411번 노선이 되면서 삼성역까지 갔으나 학동사거리로 단축되었다. 1999년 선진교통과 2000년 신촌운수 (현 중부운수 문래동영업소)가 경영난으로 운행을 중단할 당시, 계열사였던 북부운수와 공동으로 해당 업체 노선들을 임시 운행하기도 하였다. 2000년 12월에는 사근동 ~ 시설관리공단 간의 마을버스를 지역 순환버스 476번으로 형간 전환하여 운행하였으나 2001년경에 폐선하였으며, 한양여자대학에서 관세청 구간을 운행하던 77-1번 버스 노선을 사근동 ~ 관세청의 77-1번과 한양여자대학에서 응봉역 구간을 운행하는 77-2번 (현 2220번)으로 노선을 분리하였다.
2004년 버스 개편과 함께 기존 중림동 - 아현동 - 마포역을 경유하던 77번은 간선버스 263번으로 변경되면서 서울역고가차도 경유와 동시에 만리동고개 - 공덕동 - 한겨레신문사 경유로 변경되었다. 2005년 2411번이 삼성역 - 학동사거리 구간이 단축되었다.
본래 차고지는 서울특별시 성동구 마장로44길 6(마장동 781-2)에 있었으며, 정류장명은 "마장1동행정복지센터"다. 해당 부지를 임차해서 차고지로 이용하고 있었으나, 재계약에 실패해 2014년 3월 11일에 서울특별시 서초구 염곡동공영차고지로 이전했다. 이에 따라 번호가 263번이 463번으로 변경(연장)되었으며, 부득이하게 마장동차고지 일대를 중간에 경유해 나오는 운행을 하게 되었다. 2220번과 2411번은 통합되어 4211번으로 운행 중이다.
2015년 2월 27일에는 배차간격 문제로 463번의 마장동 구간을 폐지하였다.

## 운행 노선
2023년 5월 13일 기준이다.
| 운행노선 | 운행구간       | 운행구간 | 운행구간   | 배차간격 (분) | 인가 대수 | 비고                                                                           |
| -------- | -------------- | -------- | ---------- | ------------- | --------- | ------------------------------------------------------------------------------ |
| 463번    | 염곡공영차고지 | ↔        | 국회의사당 | 7~11          | 30        | 구 77번, 구 263번 변경 및 연장. 한강을 두 번 건너는 유일한 노선이다.           |
| 4211번   | 염곡공영차고지 | ↔        | 행당중학교 | 10~14         | 16        | 구 2220번(개편 전 77-2번)과 구 2411번(개편 전 77-1번) 각 일부구간 폐선 및 통합 |

## 이전 보유 노선

### 간선버스
- ● 263번: 마장역 - 한양대 - 왕십리역 - 상왕십리역 - 신당역 - 동대문역사문화공원역 - 충무로역 - 명동역 - 회현역 - 남대문시장 - 서울역 버스 환승센터 (하행), 북창동 (상행) - 만리동고개 - 한겨레신문사 - 공덕역 - 마포역 - 마포대교 - 여의도순복음교회 - 국회의사당역《구.77번 변경. 2014년 3월 11일 기점을 마장동에서 염곡동으로 연장과 동시에 463번으로 변경》

### 지선버스
- ● 2220번: 한양여대 - 사근동주민센터 - 한양대 - 왕십리역 - 무학여고 - 응봉역 - 응봉동《구 77-2번. 2014년 3월 11일 2411번과 통합하여 4211번으로 변경》
- ● 2411번: 마장역 - 한대부고 - 한양대 - 왕십리역 - 무학여고 - 응봉동 - 옥수동 - 동호대교 - 압구정역 - 압구정로데오역 - 학동사거리《구 77-1번 단축. 2014년 3월 11일 압구정역 ~ 학동사거리 구간 폐선 및 2220번과 통합하여 4211번으로 변경》

### 맞춤버스
- ● 8221번: 서울숲 후문 - 응봉동 주민센터 - 응봉동 현대아파트 - 삼성래미안아파트 - 금남시장 - 금옥초등학교 - 미타사 입구 - 옥수동 삼성아파트 - 극동그린아파트 (2009년 7월 11일 폐선, 맞춤버스)

## 보유 차량

#### 현대자동차
- 현대 뉴 슈퍼 에어로시티
- 현대 저상 뉴 슈퍼 에어로시티
- 현대 일렉시티

## 사진

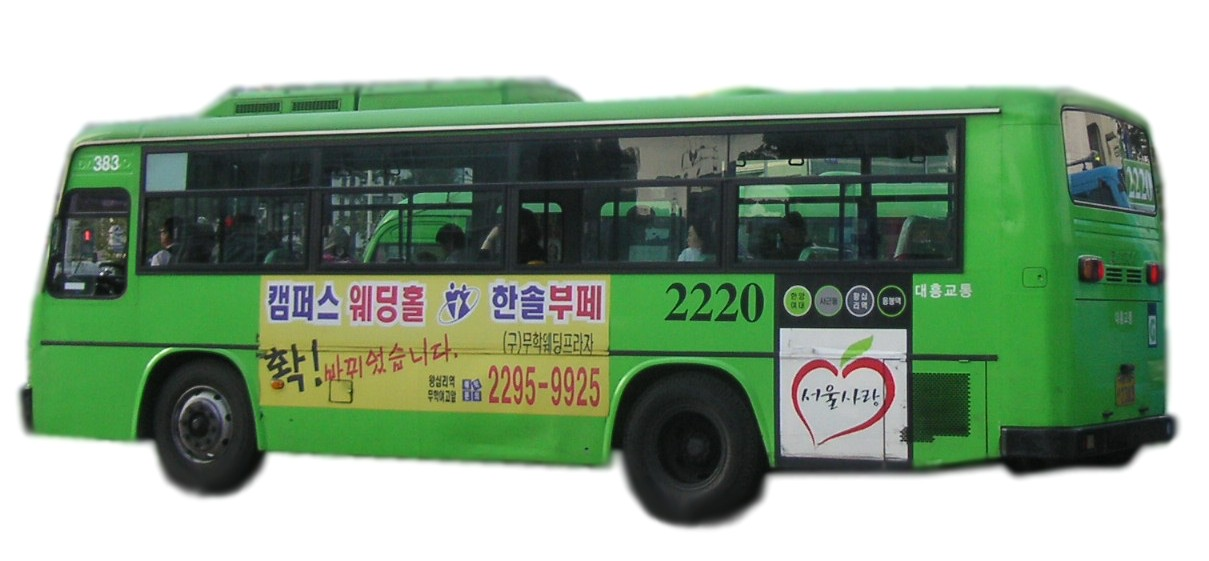
서울시내버스 구 2220번